# Giovanni Battista Enrico Geymet
Giovanni Battista Enrico Geymet (Torino, 24 novembre 1831 – Pianezza, 24 maggio 1900) è stato un politico italiano.
Fu senatore del Regno d'Italia nella XVII legislatura e parlamentare nel corso della XV legislatura.